# Finansforbundet
Der er for få kildehenvisninger i denne artikel, hvilket er et problem. Du kan hjælpe ved at angive troværdige kilder til de påstande, som fremføres i artiklen.
Finansforbundet er et fagforbund for alle ansatte i den finansielle sektor. Forbundet organiserer hele paletten af medarbejdere fra rengøringsassistenten i filialen til dealeren i hovedsædet. Finansforbundet forhandler overenskomster, rådgiver medlemmer og udbyder kurser, uddannelse og medlemstilbud af forskellig art.

## Historie
Finansforbundet har to forløbere:
- Danske Bankfunktionærers Landsforening (DBL), som blev etableret i 1938.[1]
- Danske Sparekassefunktionærers Landsforening (DSfL), der blev stiftet i 1939.[2]

De to organisationer fusionerede i 1992 og dannede derved Finansforbundet.

## Organisation
Finansforbundet er opbygget af en række virksomhedskredse og finanskredse. Forbundet har cirka 2.100 tillidsrepræsentanter, arbejdsmiljørepræsentanter og kontaktpersoner, der er fordelt over hele landet. Der er omkring 130 ansatte i forbundshuset i København og kredsenes sekretariater rundt om i landet, som yder service til medlemmer og tillidsvalgte.
Siden etableringen har Finansforbundet haft fire formænd:
- Søren Dalmark 1992-?? (oprindeligt fra Unibank)
- Allan Bang ??-2009 (oprindeligt fra Nykredit)
- Kent Petersen 2009-23 (oprindeligt fra Nordea)
- Dorrit Brandt 2023-ff (oprindeligt fra Nordea)

### Kredse
Finansforbundet har i alt ni kredse - seks virksomhedskredse og tre finanskredse. I virksomheder med over 1.200 medlemmer dannes der en virksomhedskreds, og medlemmerne i mindre virksomheder hører til geografiske finanskredse. Hver kreds har en kredsbestyrelse, der vælges af kredsens medlemmer på en generalforsamling.
- Finansforbundet - Kreds Vest (2023: formand Jens Erik Jensen, Bankdata)
- Finansforbundet - Kreds Øst (2023: formand Pia Stæhr, Nets Danmark A/S)
- Finansforbundet i Danske Bank (2023: formand Kirsten Ebbe Brich)
- Finansforbundet i Nordea (2023: formand Kasper Skovgaard Pedersen)
- Finansforbundet Jyske Bank Kreds (2023: formand Marianne Lillevang)
- Finansforbundet i Nykredit (2023: formand Inge Sand)
- Finansforbundet Assurandør Kredsen (2023: formand Claus Nexø Jensen, Alm. Brand Group)
- Finansforbundet Sydbank Kreds (2023: formand Jarl Oxlund)
- Finansforbundet Spar Nord Kreds (2023: formand Jannie Skovsen)[5]

## Medlemmer
Finansforbundet organiserer medarbejdere i banker, sparekasser, realkreditinstitutter, børsmæglerselskaber, leasing- og finansieringsselskaber, finanssektorens datacentraler og de virksomheder, som sektoren ejer i fællesskab. Finansforbundet organiserer alle medarbejdergrupper i de finansielle virksomheder.
Den 1. januar 2019 havde Finansforbundet et medlemstal på 53.647 personer, hvoraf 43.569 var aktive på arbejdsmarkedet, og heraf var 1.191 personer ledige.
Størstedelen af Finansforbundets medlemmer er erhvervsaktive, og de arbejder bl.a. som bankrådgivere, dealere, IT-medarbejdere, ledere, specialister, projektledere, jurister mv. samt indenfor fintech.